# Florian Kunz (Hockeyspieler)
Florian Kunz (* 22. Februar 1972 in Leverkusen) war Kapitän der deutschen Hockeynationalmannschaft der Herren, als diese erstmals den Weltmeistertitel gewann.

## Sportliche Laufbahn
Florian Kunz, der im Alter von fünf Jahren mit dem Hockeyspielen begonnen hatte, debütierte international 1994 bei der Champions Trophy in Lahore, bei der seine Mannschaft den 2. Platz belegte. 2001 wurde er zum Welthockeyspieler des Jahres gewählt, nachdem er mit der Nationalmannschaft die Champions Trophy in Amsterdam gewonnen hatte. Als Kapitän der deutschen Hockeynationalmannschaft 2002 gewann er den ersten deutschen Weltmeister-Titel in Malaysia. Fünfmal war Kunz Europameister, 1995, 1999 und 2003 im Freien sowie 2001 und 2003 in der Halle.
Insgesamt bestritt Kunz 247 Spiele in der deutschen Nationalmannschaft, davon 19 in der Halle. 2004 trat er nach dem Gewinn der Bronzemedaille bei den Olympischen Spielen in Athen zurück und ist seitdem als Immobilieninvestor und Immobilienentwickler tätig.
Für seine sportlichen Erfolge erhielt er am 16. April 2005 das Silberne Lorbeerblatt.
Kunz spielte für den Gladbacher HTC, mit dem er 2002 Deutscher Meister im Feldhockey wurde, 1996 und 2000 war er Pokalsieger. 1997 gewann der Gladbacher HTC den Europapokal der Pokalsieger.